# لوكهيد مارتن كيه سي-130
لوكهيد مارتن كيه سي-130  (بالإنجليزية: Lockheed Martin KC-130)‏ هي طائرة تموين الوقود بأربع محركات أنتجت في الولايات المتحدة. من صناعة شركة لوكهيد. كانت تستخدم بشكل أساسي من قبل قوات مشاة بحرية الولايات المتحدة.